# DELAG
DELAG, acronyme de DEutsche Luftschiffahrts AktienGesellschaft (en allemand pour "Société Anonyme Aéronautique Allemande"), est la première compagnie aérienne au monde à utiliser des aéronefs en service commercial. [1] Elle a été fondée le 16 novembre 1909 et opérée par des dirigeables rigides Zeppelin fabriqués par la compagnie de dirigeables Zeppelin Corporation. Son siège était situé à Francfort, en Allemagne.